# Paraglena paludosus
Paraglena paludosus är en insektsart som beskrevs av Ribaut 1952. Paraglena paludosus ingår i släktet Paraglena och familjen dvärgstritar. Inga underarter finns listade i Catalogue of Life.